# کیورووسی
کیورووِسی (به فنلاندی: Kiuruvesi) یک شهرک در فنلاند است که در ساوونیای شمالی واقع شده‌است. این شهرک در سال ۲۰۱۷ میلادی ۸٬۳۴۲ نفر جمعیت داشته‌است.